# Deuteronomos juncta
Deuteronomos juncta är en fjärilsart som beskrevs av Wize. Deuteronomos juncta ingår i släktet Deuteronomos och familjen mätare. Inga underarter finns listade i Catalogue of Life.